# Nate Torrence
Pour les articles homonymes, voir Torrence.
Nathan Andrew Nate Torrence, dit Nate Torrence, né le 1er décembre 1977 à Canton (Ohio), est un acteur américain de comédie connu pour son rôle de Wade Bailey dans la série de Home Box Office Hello Ladies et pour ses nombreux rôles dans des publicités à la télévision.

## Biographie

### Enfance
Nathan Torrence nait à Canton, dans l’Ohio, où il commence son éducation. Il étudie à la Hiland High School (en) de Berlin (comté de Holmes) (en), puis à l'Université d'État de Kent au Stark Campus. Sa famille possède et gère à l'époque une chambre d'hôtes à Berlin. Après avoir étudié avec le Second City's Players Workshop à Chicago, Nate Torrence commence une tournée dans une troupe de comédiens appelée « Corn, Beef and Cabbage », où il écrit, improvise et joue avec son frère plus âgé Jay et son ami Josh Ruth. Nate Torrence étudie aussi l'improvisation aux Second City de Cleveland et de Los Angeles, et dans The Groundlings et Comedy Sportz à Los Angeles[réf. nécessaire].

## Carrière
Torrence apparaît dans des émissions de télévision comme les Experts, Malcolm, How I Met Your Mother, Las Vegas, Brooklyn Nine-Nine, Dr House, et Ghost Whisperer. Il a le rôle récurrent de Dylan Killington (en) dans le drame de la National Broadcasting Company Studio 60 on the Sunset Strip et joue Roman Cohen dans l'éphémère comédie d'ABC network Mr. Sunshine, un remplacement de mi-saison (en) pour la saison télévisée 2010-2011,.
Il est peut-être davantage connu pour son rôle d'un représentant du service client pour carte de crédit avec David Spade dans la campagne de publicité « What's In Your Wallet » de Capital One. Il apparaît également dans d'autres publicités, notamment pour Enterprise Rent-A-Car, Volkswagen, Golden Grahams, H-E-B, et nfl.com.
En décembre 2006, Nate Torrence apparaît dans un épisode de la saison deux de Top Chef sur Bravo TV. Dans celui-ci, les compétiteurs mettent en avant de la nourriture pour jour férié (holiday food) ; Nate Torrence est un des gouteurs, bien qu'il ne soit pas crédité[réf. nécessaire].
Il joue l'assistant de laboratoire Lloyd dans Max la menace et reprend le rôle pour figurer dans le spinoff direct-to-video Max la Menace : Bruce et Lloyd se déchaînent. Nate Torrence joue aussi un boxeur fou torse-nu dans Reno 911, n'appelez pas !, et Devon dans la comédie Trop belle ! sortie en 2010[réf. nécessaire].
Il est la voix de Chuck dans le dessin animé Motorcity (en) et joue Wade Bailey dans la série de Home Box Office Hello Ladies. Dans la saison télévisuelle 2013-2014, il est « James », personnage récurrent dans la comédie d'ABC Super Fun Night, et il fait une apparition dans un épisode de Brooklyn Nine-Nine en 2014 dans le rôle d'un justicier costumé nommé « Super Dan ». Nate Torrence joue le personnage d'Eric Lewandowski dans la sitcom de la Fox Weird Loners et est la voix de Ferguson dans la série animée Star Butterfly. Il apparaît récemment dans un épisode de Supernatural titré "Just My Imagination" dans le personnage de Sully, l'ami imaginaire de Sam. En 2016, il obtient le rôle de la voix de l'officier Benjamin Clawhauser dans la fil d'animation à succès Zootopie[réf. nécessaire].

## Filmographie
(juillet 2016).

### Films
| Année | Titre                                       | Rôle                         | Notes                             |
| ----- | ------------------------------------------- | ---------------------------- | --------------------------------- |
| 2005  | Little Athens (en)                          | Cardplayer                   |                                   |
| 2005  | Suits on the Loose                          | Elder Lewis                  | crédité en tant que Nate Torrance |
| 2007  | Marksman                                    | Harold Grubenstein           | court-métrage                     |
| 2007  | Driftwood                                   | Jimmy                        | court-métrage                     |
| 2008  | Get Smart                                   | Lloyd                        |                                   |
| 2008  | Get Smart's Bruce and Lloyd: Out of Control | Lloyd                        |                                   |
| 2008  | My Best Friend's Girl                       | Craig                        |                                   |
| 2008  | The End of Steve                            | Nathan                       | téléfilm                          |
| 2010  | Trop belle !                                | Devon                        |                                   |
| 2011  | The Big Year                                | Ted Simkin                   |                                   |
| 2012  | We Think Nate Torrence Is Dead              | Lui-même                     | court-métrage                     |
| 2016  | Zootopie                                    | Officier Benjamin Clawhauser | voix                              |

### Télévision
| Année   | Titre                                        | Rôle                       | Notes                                                      |
| ------- | -------------------------------------------- | -------------------------- | ---------------------------------------------------------- |
| 2003    | Les Experts (série télévisée)                | Daniel O'Hannissey         | épisode : "All for Our Country"                            |
| 2003    | The Mullets                                  | Tud                        | épisode : "Smoke on the Water"                             |
| 2004    | Malcolm (série télévisée)                    | Private Turner             | épisode : "Reese Joins the Army"                           |
| 2004    | Les Quintuplés                               | Pizza Guy                  | épisode : "Boobs on the Run"                               |
| 2004    | Dr House                                     | Young Man                  | épisode : "Maternity"                                      |
| 2005    | Girlfriends                                  | Movie Goer                 | épisode : "P.D.A - D.O.A"                                  |
| 2005    | Las Vegas                                    | Keith                      | épisode : "Fake the Money and Run"                         |
| 2005    | Ghost Whisperer                              | Waiter                     | 2 épisodes                                                 |
| 2005    | One on One                                   | Water Guy                  | épisode : "House Dad"                                      |
| 2006    | One on One                                   | Ralph                      | épisode : "Ghost, Interrupted"                             |
| 2006    | How I Met Your Mother                        | Clark Butterfield          | épisode : "Milk"                                           |
| 2007    | Studio 60 on the Sunset Strip                | Dylan Killington           | 19 épisodes                                                |
| 2008    | Reno 911, n'appelez pas !                    | Crazy Shirtless Boxing Man | épisode : "Baghdad 911"                                    |
| 2011    | Mr. Sunshine                                 | Roman Cohen                | 13 épisodes                                                |
| 2012    | Happy Endings                                | Slacker Buddy              | épisode : "The Shrink, the Dare, Her Date and Her Brother" |
| 2012    | Are You There Chelsea?                       | Captain Steve              | épisode : "The Gynecologist"                               |
| 2012–13 | Motor City                                   | Chuck                      | 16 épisodes (Rôle vocal)                                   |
| 2013–14 | Super Fun Night                              | James                      | 5 épisodes                                                 |
| 2013–14 | Hello Ladies                                 | Wade                       | 9 épisodes                                                 |
| 2014    | Brooklyn Nine-Nine                           | Super Dan                  | épisode : "Full Boyle"                                     |
| 2014    | The Millers                                  | Devin                      | épisode : "Sex Ed Dolan"                                   |
| 2015    | Weird Loners                                 | Eric Landowski             | 6 épisodes                                                 |
| 2015    | Royal Pains                                  | Josh Dunlap                | épisode : "False Start"                                    |
| 2015    | Star Butterfly                               | Ferguson                   | 5 épisodes (Rôle vocal)                                    |
| 2015    | Gortimer Gibbon's Life on Normal Street (en) | Iggy                       | épisode : "Ranger and the Very Real Imaginary Friend"      |
| 2015    | Supernatural                                 | Sully                      | épisode : "Just My Imagination"                            |